# Where It’s At (Yep, Yep)
«Where It’s At (Yep, Yep)» — песня американского кантри-музыканта Дастина Линча, вышедшая 31 марта 2014 года в качестве первого сингла с его второго студийного альбома. Альбом
Where It’s At вышел 9 сентября 2014 года. Песню написали Cary Barlowe, Zach Crowell и Matt Jenkins. Песня получила положительные отзывы критиков, которые высоко оценили её оптимистичную инструментальную композицию и вокальное исполнение Линча.
Этот сингл стал первым синглом Линча, занявшим первое место в чарте Billboard Country Airplay. Он также занял 4-е и 42-е места в чартах Hot Country Songs и Hot 100 соответственно. Песня была сертифицирована в золотом статусе RIAA, что означает, что в этой стране было продано более полумиллиона единиц, а позднее и в платиновом. Он добился аналогичного успеха в чартах Канады, достигнув 4-го места в Canada Country и 67-го места в Canadian Hot 100.
В сопроводительном музыкальном видео к песне, поставленном Шейном Дрейком, Линч тусуется со своей девушкой в различных романтических тусовках.

## Отзывы
Песня получила благоприятный отзыв от издания Taste of Country, назвавшего её «запоминающейся и легкой для восприятия», и заявив, что «песня, которая не воспринимает себя слишком серьёзно, но при этом остаётся достаточно приятной, заслуживает высокой оценки». Мэтт Бьорк из Roughstock дал песне четыре звезды из пяти, написав, что она «имеет все элементы мейнстримового хита, от запоминающихся джангловых ведущих гитар до сильного голоса Дастина Линча, исполняющего ритмичную мелодию». Маркос Пападатос из Digital Journal поставил песне четыре с половиной звезды из пяти, сказав, что она «поднимает настроение, и в ней есть непринужденная летняя атмосфера» и сравнив её с песней Джо Николса «Yeah».

## Музыкальное видео
Премьера сопутствующего музыкального видео, снятого режиссёром Shane Drake состоялась в июне 2014 года. В музыкальном видео Линч тусуется со своей девушкой в различных романтических приключениях утром и вечером. Большинство снимков сделано с точки зрения видеокамеры, которую держит подруга Линча.

## Коммерческий успех
Сингл «Where It’s At (Yep, Yep)» дебютировал на 60-м месте в американском хит-параде Billboard Country Airplay в неделю с 5 апреля 2014 года. Он также дебютировал на 48-м месте в чарте Billboard Hot Country Songs в неделю с 26 апреля 2014 года, с тиражом 34 000 копий продаж. Он также дебютировал на 94-м месте в чарте Billboard Hot 100 в неделю с 3 мая 2014 года. 21 августа 2014 года сингл был сертифицирован в золотом статусе RIAA. «Where It’s At» стал первым синглом Линча, получившим золотой сертификат после его дебютного сингла «Cowboys and Angels», который получил золотой сертификат в сентябре 2012 года. К октябрю 2014 года его тираж составил 598 000 копий в США.
Сингл лидировал в радиочарте Country Airplay 2 недели (сентябрь-октябрь 2014 года).

## Чарты
| Чарт (2014)                         | Высшая позиция |
| ----------------------------------- | -------------- |
| Канада (Billboard Canadian Hot 100) | 67             |
| Канада (Billboard Country)          | 4              |
| США (Billboard Hot 100)             | 42             |
| США (Billboard Country Airplay)     | 1              |
| США (Billboard Hot Country Songs)   | 4              |

| Чарт (2014)                        | Позиция |
| ---------------------------------- | ------- |
| США (Country Airplay, Billboard)   | 3       |
| США (Hot Country Songs, Billboard) | 14      |

## Сертификации
| Регион                                                                      | Сертификация | Продажи   |
| --------------------------------------------------------------------------- | ------------ | --------- |
| США (RIAA)                                                                  | Платиновый   | 1 000 000 |
| Данные о продажах + прослушиваниях приведены только на основе сертификации. |              |           |